# Clusia pringlei
Clusia pringlei är en tvåhjärtbladig växtart som beskrevs av Cyrus Longworth Lundell. Clusia pringlei ingår i släktet Clusia och familjen Clusiaceae. Inga underarter finns listade i Catalogue of Life.